# Daniel Kaluuya

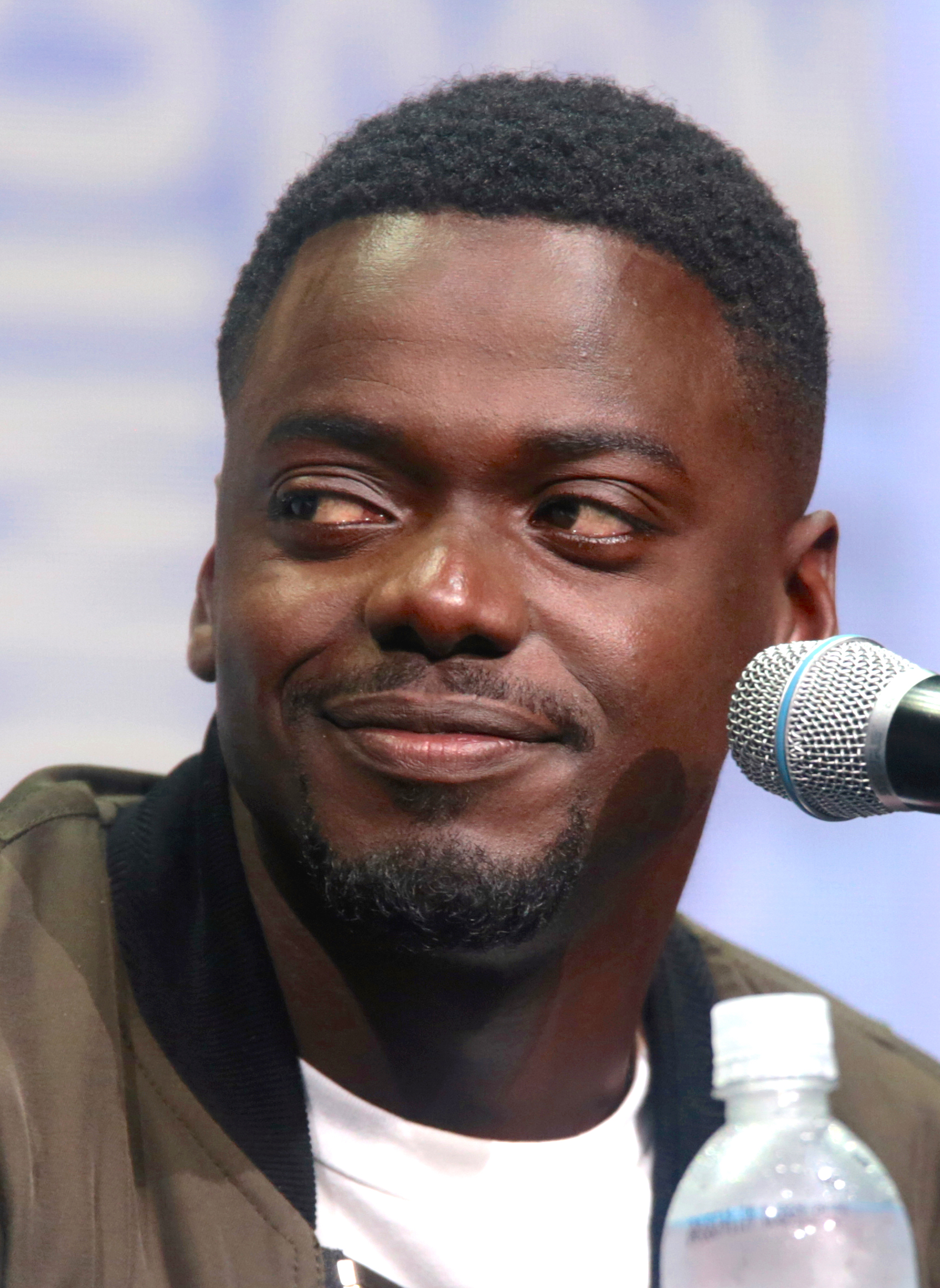
Daniel Kaluuya, 2017

Daniel Kaluuya (* 24. Februar 1989 in London, England) ist ein britischer Schauspieler. Bekannt wurde er vor allem als Kenneth in der britischen Fernsehserie Skins – Hautnah. 2018 wurde er für seine Rolle des Chris Washington in dem Horrorfilm Get Out für den Oscar nominiert und 2021 für seine Nebenrolle in Judas and the Black Messiah mit selbigem ausgezeichnet.

## Leben
Daniel Kaluuya wurde als Sohn ugandischer Immigranten in London geboren, wo er später das St. Aloysius College besuchte. Seine frühen Rollen spielte er in dem BBC-Drama Shoot the Messenger. Später wurde er Mitglied der Originalbesetzung von Skins – Hautnah, in der er die Rolle des Posh Kenneth übernahm.
Kaluuya trat als Gaststar in vielen etablierten Serien, wie z. B. Silent Witness, Doctor Who und Planet of the Dead auf. Im Jahr 2010 spielte er die Hauptrolle in Roy Williams Sucker Punch am Royal Court Theatre in London und erhielt den Evening Standard Award sowie bei den Critics’ Circle Theatre Awards als herausragender Newcomer den Jack Tinker Award.
Im Jahr 2017 war er in einer Hauptrolle im US-amerikanischen Horror-Thriller Get Out von Jordan Peele zu sehen, für den er für einen Golden Globe Award und einen Oscar nominiert wurde. 2018 ist der Marvel-Superheldenfilm Black Panther erschienen, in dem Kaluuya die Rolle von W’Kabi verkörpert. 2021 stellte er in Judas and the Black Messiah den Bürgerrechtler und Black-Panther-Aktivisten Fred Hampton dar, was ihm einen Golden Globe Award sowie eine Oscar-Auszeichnung jeweils für die beste Nebenrolle einbrachte.
Ende Juni 2018 wurde Kaluuya Mitglied der Academy of Motion Picture Arts and Sciences.

## Filmografie
- 2006: Shoot the Messenger
- 2007: The Whistleblowers (Fernsehserie, eine Episode)
- 2007: Much Ado About a Minor Ting (Kurzfilm)
- 2007: Comedy: Shuffle (Fernsehserie, eine Episode)
- 2007–2009: Skins – Hautnah (Skins, Fernsehserie, 11 Episoden)
- 2008: Delta Forever (Fernsehserie, eine Episode)
- 2008: Cass – Legend of a Hooligan (Cass)
- 2008: The Jason Lewis Experience (Fernsehfilm)
- 2008: Silent Witness (Fernsehserie, 2 Episoden)
- 2008–2009: That Mitchell and Webb Look (Fernsehserie, 2 Episoden)
- 2009: Not Safe for Work (Fernsehfilm)
- 2009: Lewis – Der Oxford Krimi (Lewis, Fernsehserie, eine Episode)
- 2009: FM (Fernsehserie, 4 Episoden)
- 2009: Doctor Who (Fernsehserie, eine Episode)
- 2009: Brink (Kurzfilm)
- 2009: The Philanthropist (Fernsehserie, eine Episode)
- 2009: 10 Minute Tales (Fernsehserie, eine Episode)
- 2009–2011: Psychoville (Fernsehserie, 12 Episoden)
- 2010: Bellamy’s People (Fernsehserie, 4 Episoden)
- 2010: Comedy Lab (Fernsehserie, eine Episode)
- 2010: Chatroom
- 2010: Baby (Kurzfilm)
- 2010–2012: Ruddy Hell! It’s Harry and Paul (Fernsehserie, 8 Episoden)
- 2011: Coming Up (Fernsehserie, eine Episode)
- 2011: Random (Fernsehfilm)
- 2011: Johnny English – Jetzt erst recht! (Johnny English Reborn)
- 2011: The Fades (Miniserie, 6 Episoden)
- 2011: Black Mirror (Fernsehserie, eine Episode)
- 2012: Beginning (Kurzfilm)
- 2013: Jonah (Kurzfilm)
- 2013: Enemies – Welcome to the Punch (Welcome to the Punch)
- 2013: Kick-Ass 2
- 2014: Date Night (Kurzfilm)
- 2014: Babylon (Miniserie, 7 Episoden)
- 2015: Sicario
- 2017: Get Out
- 2017: Robot & Scarecrow (Kurzfilm)
- 2017: Great Performers: Horror Show (Kurzfilm)
- 2018: Black Panther
- 2018: Widows – Tödliche Witwen (Widows)
- 2018: Unten am Fluss (Watership Down, Miniserie, 4 Episoden, Stimme)
- 2019: Queen & Slim
- 2020: Two Single Beds (Kurzfilm)
- 2020: A Christmas Carol (Stimme)
- 2021: Judas and the Black Messiah
- 2022: Honk for Jesus, Save Your Soul (als Produzent)
- 2022: Nope
- 2023: Spider-Man: Across the Spider-Verse (Stimme)
- 2023: The Kitchen (Regie, Drehbuch und Produzent)

## Auszeichnungen (Auswahl)
Black Reel Award
- 2018: Nominierung als Bester Hauptdarsteller (Get Out)
- 2018: Nominierung als Bester Nachwuchsdarsteller (Get Out)[5]

British Academy Film Award
- 2018: Nominierung für den EE Rising Star Award
- 2018: Nominierung als Bester Hauptdarsteller (Get Out)
- 2021: Auszeichnung als Bester Nebendarsteller (Judas and the Black Messiah)[6]

Golden Globe Award
- 2018: Nominierung als Bester Hauptdarsteller – Komödie oder Musical für Get Out
- 2021: Auszeichnung als Bester Nebendarsteller für Judas and the Black Messiah

Gotham Award
- 2017: Nominierung als Bester Schauspieler (Get Out)[7]

MTV Movie & TV Award
- 2017: Nominierung als Bester Filmschauspieler (Get Out)
- 2017: Nominierung als Bestes Duo (Get Out, gemeinsam mit Lil Rel Howery)
- 2017: Nominierung in der Kategorie Next Generation (Get Out)[8][9]

NAACP Image Award
- 2018: Auszeichnung als Bester Hauptdarsteller (Get Out)[10]

National Society of Film Critics Award
- 2018: Auszeichnung als Bester Hauptdarsteller (Get Out)

Oscar
- 2018: Nominierung als Bester Hauptdarsteller (Get Out)
- 2021: Auszeichnung als Bester Nebendarsteller (Judas and the Black Messiah)

Saturn Award
- 2022: Nominierung als Bester Hauptdarsteller (Nope)